# Alice Renaud

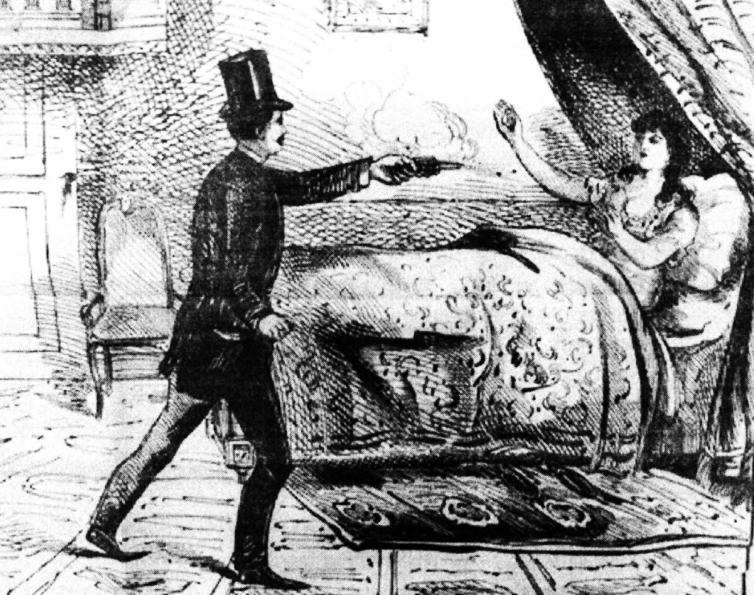
Illustratie van Vandersmissen die zijn vrouw Alice Renaud vermoordt.

Rufine Renaud, artiestennaam Alice Renaud, (Aalst, 12 juli 1855 - Brussel, 22 april 1886) was Belgisch actrice en sopraan die werkte voor de Koninklijke Muntschouwburg. Ze werd vermoord door haar man, Gustave Van der Smissen. De Vandersmissenzaak kreeg indertijd aandacht in binnen- en buitenland.

## Biografie

### Félicien Rops
Renaud ontmoette Félicien Rops op 17-jarige leeftijd; hij was toen zo'n 22 jaar oud. Rops financierde Renauds muziekstudie. Hun verhouding zorgde voor een kwalijke reputatie onder de kunst- en burgerlijke kringen. De pers was er enorm bij betrokken.

### Gustave Van der Smissen
In 1876 ontmoette Renaud Gustave Van der Smissen. Vandersmissen hield van muziek en hij ontmoette Renaud in de Muntschouwburg. Ze zong toen 'Carmen' door Bizet. Vandersmissens familie vond Renaud haar schoonheid niet voldoende om een eervolle schoondochter te worden. Vandersmissen was namelijk van een befaamde industriefamilie, waardoor de standaard hoog lag. Ondanks de kritiek van de familie trouwden Renaud en Vandersmissen.

### Moord
De pers, het volk en de geruchten omtrent Renaud waren niet onder controle. Zo kwam er nieuws dat Edgard Dupleix de Cadignan regelmatig op bezoek ging bij huize Vandersmissen. Vandersmissen, ontevreden met zijn status als 'de minnaar', besloot de leningen af te sluiten op zijn echtgenote, iets wat resulteerde in een rechtszaak. De pers smulde er van; het overspel dat Renaud pleegde kwam overeen (volgens sommigen) met soapseries.
Vandersmissen was verontwaardigd en begon een echtscheiding. Renaud weigerde de scheiding en probeerde haar man terug te winnen met haar charmes. Hierna dreigde ze om expliciete brieven die hij had verstuurd, te publiceren. Uiteindelijk voegde ze daarbij ook de daad bij het woord. Ten slotte vermoordde Vandersmissen Renaud met een revolver, hij schoot haar met vijf kogels af. Ze stierf enkele dagen later in het ziekenhuis.
Vandersmissen kreeg hiervoor een gevangenisstraf van 15 jaar, waarvan hij slechts 2 jaar heeft moeten uitzitten.

## Afbeeldingen

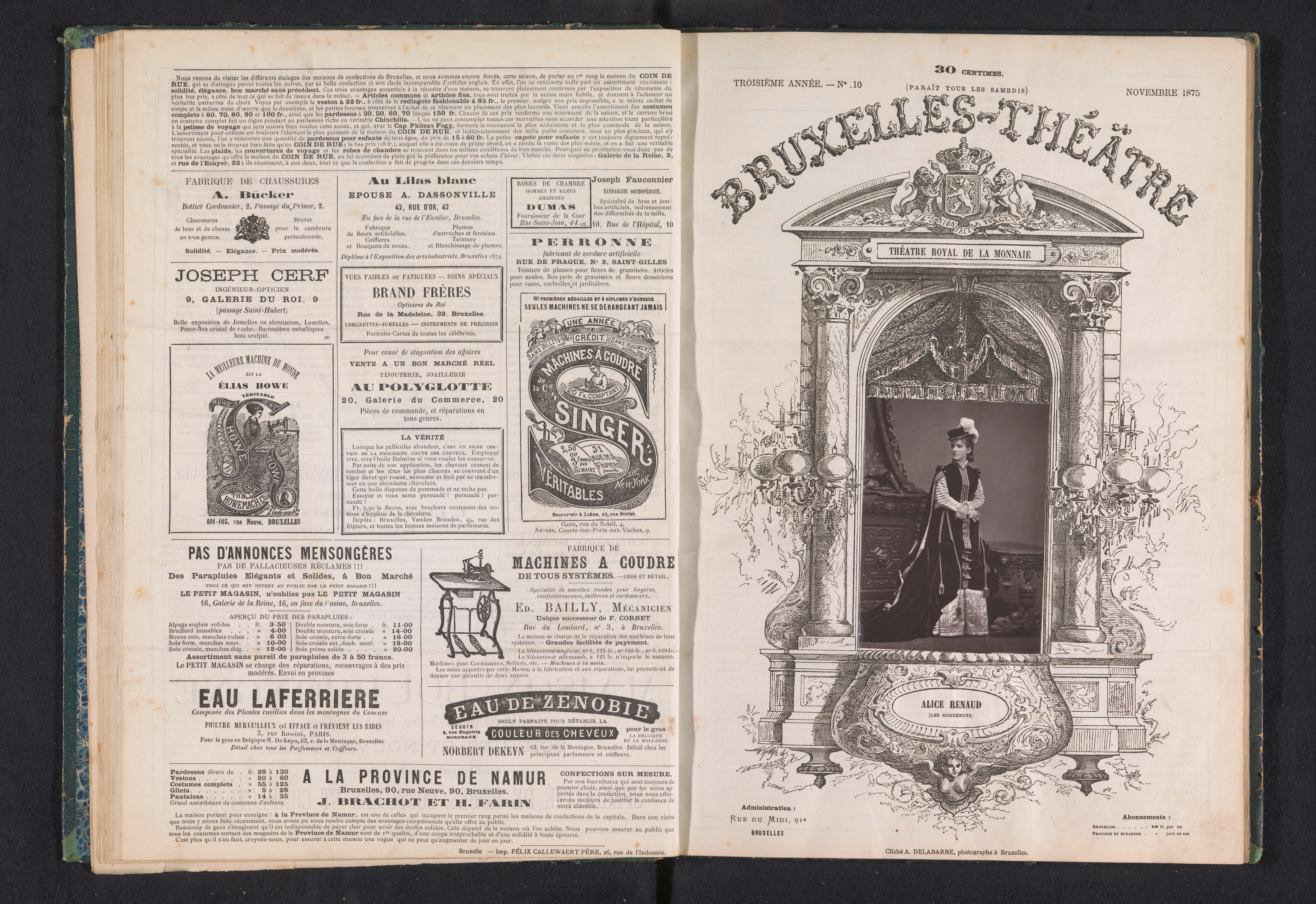
Portret van Alice Renaud in Les huguenots .
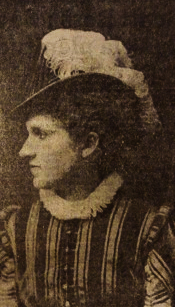
Renaud in haar toneelkostuum, voor 1886.